# Inoe
La princesse Inoe (井上内親王, Inoe naishin'nō), née en 717, décédée le 30 mai 775, est une impératrice consort du Japon, épouse de l'empereur Kōnin. Elle est destituée en 772 parce qu'elle aurait, dit-on, maudit son mari.

## Famille
Le père d'Inoe est l'empereur Shōmu qui règne du 3 mars 724 jusqu'au 19 août 749. Sa mère est Agatainukai no Hirotoji (県犬養広刀自), fille d'Agatainukai no Morokoshi et ses frères et sœurs sont le prince Asaka et la princesse Fuwa.
Ses enfants sont :
- Prince impérial Osabe, prince héritier
- Princesse Sakahito[3].

Après la mort de sa mère et d'Osabe en 775, Sakahito épouse son demi-frère aîné Yamabe.

## Source de la traduction
- (en)/(ja) Cet article est partiellement ou en totalité issu des articles intitulés en anglais « Princess Inoe » (voir la liste des auteurs) et en japonais « 井上内親王 » (voir la liste des auteurs).